# Angelika Kratzer
Angelika Kratzer es una lingüista alemana y profesora emérita de la Universidad de Massachusetts Amherst.

## Biografía
Nació en Alemania y obtuvo un doctorado en la Universidad de Constanza en 1979, con una tesis titulada Semantik der Rede. Es una semantista influyente y ampliamente citada cuyos campos de especialidad incluyen la modalidad, los condicionales, semántica de situación y una variedad de temas relacionados con la interfaz sintaxis-semántica.
Entre sus ideas más influyentes se encuentran: un análisis unificado de la modalidad basado en el trabajo de Jaakko Hintikka; un análisis modal de los condicionales; y la hipótesis de que el argumento agente de un verbo transitivo se introduce sintácticamente mientras que el argumento temático se selecciona léxicamente.
Escibió con Irene Heim el libro de texto Semantics in generative grammar, y es coeditora, con Irene Heim, de la revista Natural Language Semantics.

## Publicaciones selectas
- Heim, Irene y Angelika Kratzer. 1998. Semantics in Generative Grammar. Wiley-Blackwell.
- Kratzer, Angelika. 1977. What 'must' and 'can' must and can mean. Linguistics and Philosophy 1 (3): 337-355.
- Kratzer, Angelika. 1981. The notional category of modality. En: Words, worlds, and contexts: New approaches in word semantics, ed. por HJ Eikmeyer y H. Rieser. Berlin: Walter de Gruyter, 38-74.
- Kratzer, Angelika. 1995. Individual level predicates. En: The generic book, ed. por Gregory N. Carlson y Francis J. Pelletier. Chicago University Press, 125-175.
- Kratzer, Angelika. 1996. Severing the external argument from its verb. En: Phrase structure and the lexicon. Editado por J. Rooryck y L. Zaring. Kluwer/Springer, 109-137.
- Kratzer, Angelika. 2012. Modals and Conditionals: New and Revised Perspectives. Oxford University Press. ISBN 9780199234691